# Велика комета 1556 року

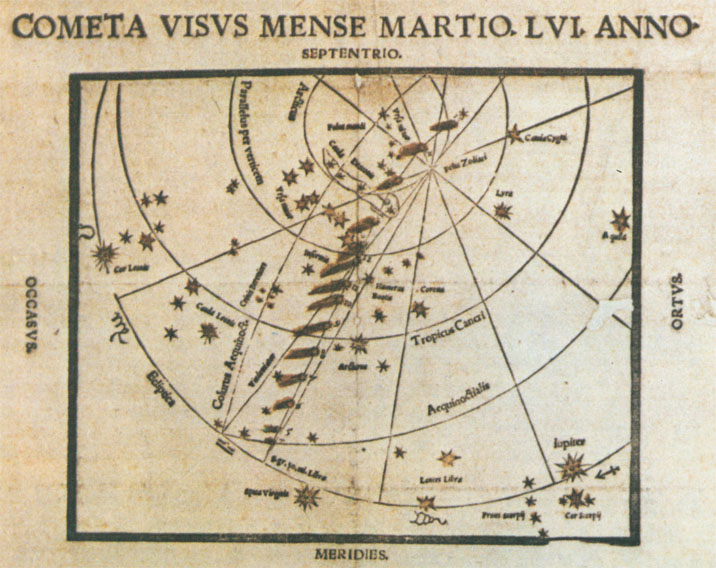
Шлях польоту комети 1556 року. Схема Пауля Фабріціуса — придворного фізика й математика у Відні

Велика комета 1556 року, офіційне позначення C/1556 D1 — велика комета, видима в більшій частині Європи у 1556 році.

## Опис
Комета вперше з'явилася на небі наприкінці лютого 1556 року й спостерігалася до середини першого тижня березня. Корнеліус Гемма, син фламандського фізика Гемма Фрізіуса, писав, що коли комета з'явилася, її ядро мало розмір приблизно як Юпітер, а його колір нагадував колір Марса.
Шлях комети вивчив Пауль Фабріціус — математик та фізик при дворі імператора Священної Римської імперії Карла V. Комету також називають іменем Карла V; за легендою, він сприйняв появу комети як знак Бога зректися влади й імператорського титулу, тож він так і зробив, переселившись до монастиря Юсте в Іспанії.
Португальський домініканський монах Гаспар да Круз, що 1556 року відвідав Гуаньчжоу у Китаї, пов'язав появу комети із землетрусом у Шеньсі, що відбувся 23 січня того ж року. У своїй книзі 1569 року да Круз припускав, що комета була знаком біди не тільки для Китаю, а й для всього світу, і що вона навіть могла бути знаком народження Антихриста.
За даними NASA, комета вперше була помічена 27 лютого 1556 року, досягла перигею 13 березня, а перигелію — 22 квітня. Зникла вона з неба 19 квітня.

## Зв'язок із Великою кометою 1264 року
Деякі астрономи вважають, що Великі комети 1264 та 1556 є одним об'єктом. Александр Гі Пенгре у своїй праці «Cométographie» (1783) розрахував параболічну траєкторію комети 1264 року й дійшов висновку, що її траєкторія дуже схожа на траєкторію комети 1556 року; також він припустив, що повернення комети очікується в 1848 році. Схожих висновків дійшли Джон Рассел Гайнд та Амеде Гіймен.

## Галерея

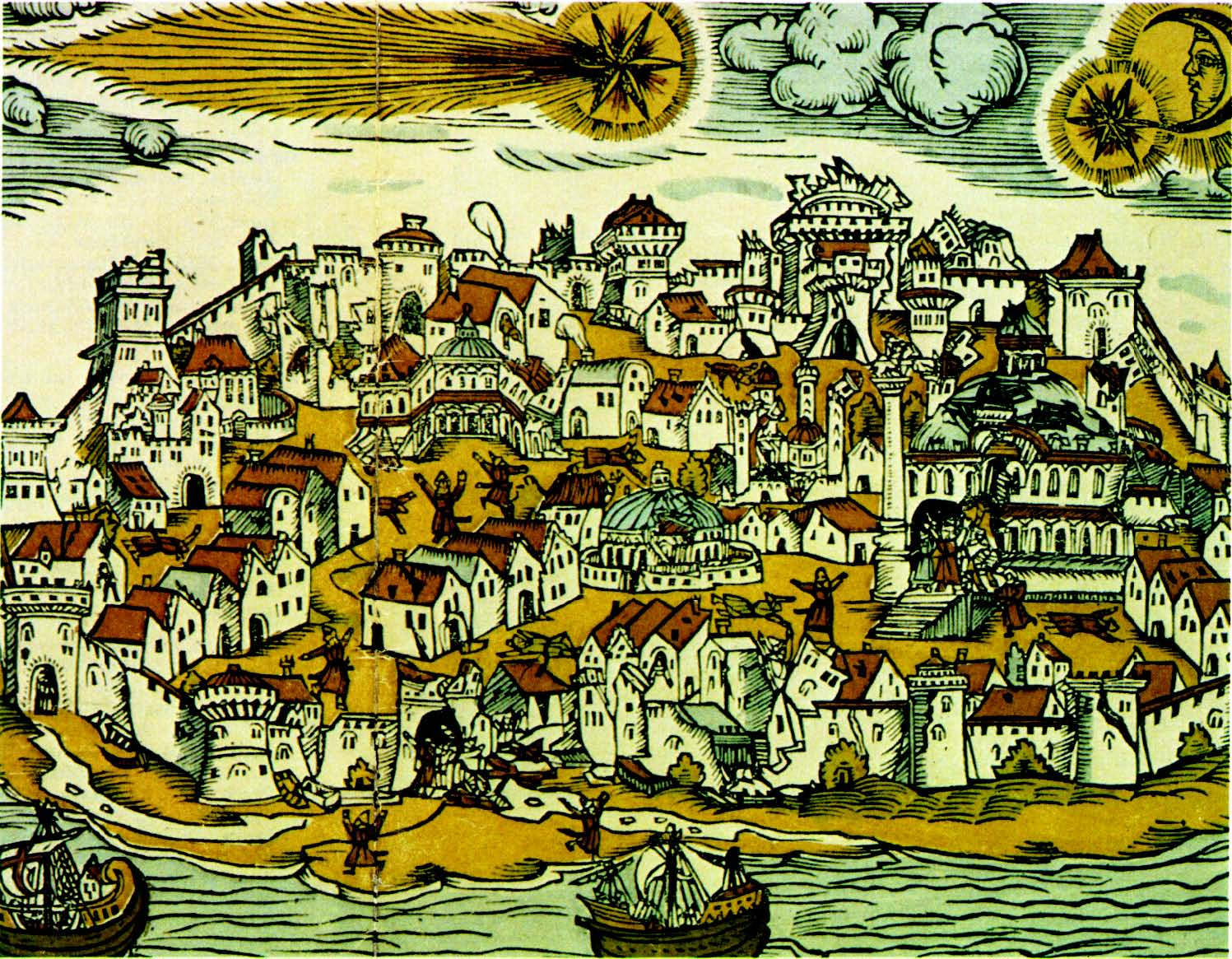
Зображення польоту комети та землетрусу в Стамбулі у 1556 році
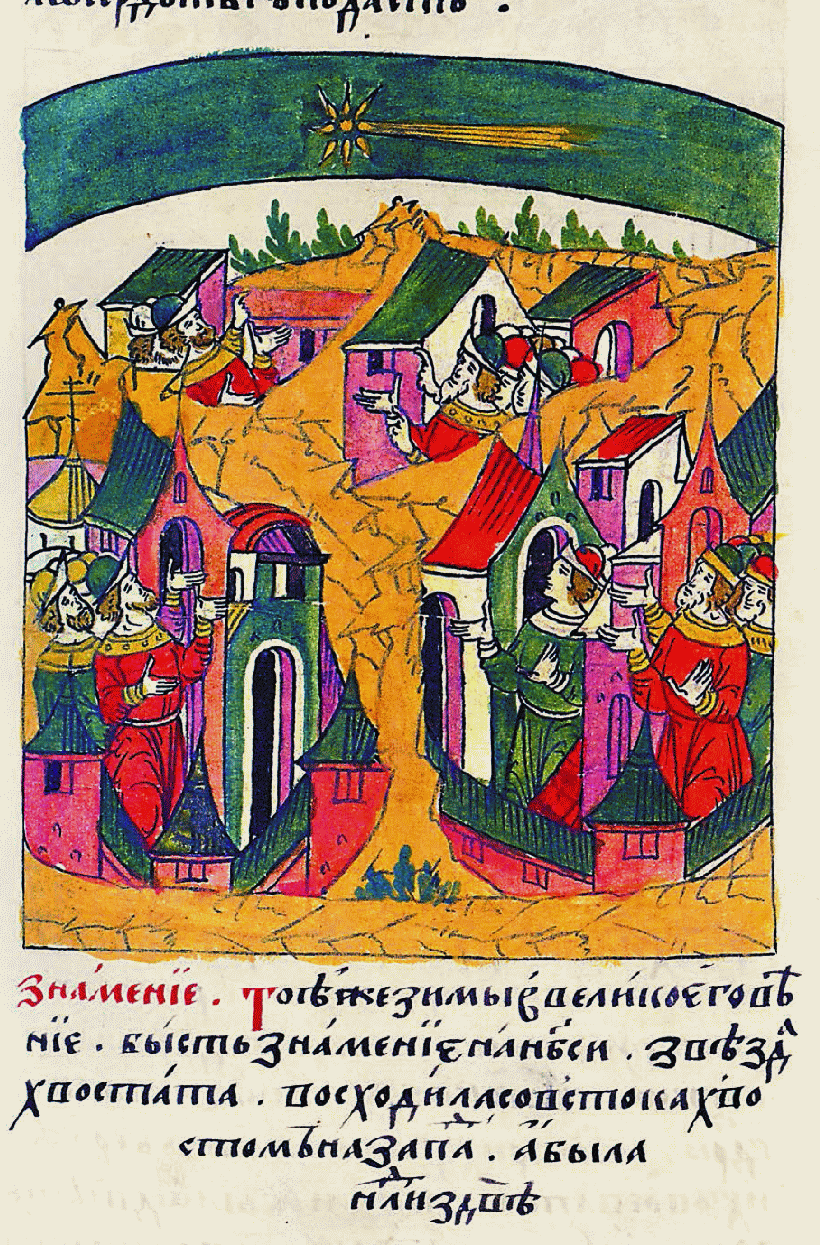
Політ комети над Московією. Мініатюра з лицевого літописного зводу